# Lygosoma kinabatanganense
Lygosoma kinabatanganense — вид сцинкоподібних ящірок родини сцинкових (Scincidae). Ендемік Малайзії. Описаний у 2018 році.

## Поширення й екологія
Lygosoma kinabatanganense відомі з типової місцевості, що лежить в окрузі Кінабатанган у штаті Сабах на північному сході Калімантану. Вони живуть у вологих тропічних лісах.